# 太极1从零开始
《太极1从零开始》（英語：Tai Chi Zero）是一部冯德伦执导、陈国富监制、洪金宝担任动作指导的华语动作片。
本片进入第69届威尼斯电影节非竞赛单元首映，也进入第37届多伦多电影节“特别展映”单元。2012年9月27日以IMAX+3D版本上映。第二部《太极2英雄崛起》于10月25日上映。

## 故事
清朝中葉以後，國勢漸衰，外有西方列強入侵，內有天理教作亂……

天理教－擁數十萬神兵，橫行京畿直魯，聲勢浩大。神兵之中，有一個「怪咖」，因天身神力，擁有『三花聚鼎』之能力，傳言中，擁有三花聚鼎之人，武功都極為強大，但也因三花聚鼎之關係，而使這怪咖命在旦夕，為今之計，只能前往陳家莊，學會陳家拳，才有所救，在這路途上……經過一連串的鍛鍊，在日後將成為……武林宗師。

## 演员表
楊　府
| 演員   | 角色   | 備註 |
| 袁曉超 | 楊露禪 | 本片男主角，為楊府的大公子。 出生時不但異象連連，頭上還長了一奇怪肉角，但實際上為武功極深之人才能修得的「三花聚頂」，被稱為「怪咖」。 在天理教被清軍殲滅後，聽從董爺遺言前往陳家溝學拳，在陳家溝拜師學拳之路，多受阻礙，但暗中受到陳長興指點與協助，靠著毅力及直率的態度，加上炸掉機械怪物的英雄事蹟，捨身相救玉娘，終讓陳家村人認同。 片尾因三花聚頂由紫轉黑命在旦夕，此時挑戰陳家人拳不外傳的鐵之祖訓。 最後因玉娘欲以入贅的方式讓露禪得以光明正大進陳家門，使得三叔祖放棄廢他武功的念頭。 |
| 劉偉強 | 楊 父  | 露禪的父親，楊家的大主人。 因楊母偷帳之事東窗事發，將她趕出家門。 |
| 舒 淇  | 楊 母  | 露禪的母親，深愛露禪。 不堪楊父的污辱，自撞樑柱後，被丟出家門，臨死前託付給趙勘平，希望露禪能好好學武。 |

天理教
| 演員   | 角色   | 備註 |
| 馮克安 | 趙戡平 | 天理教總教主。露禪的師父 十幾年前街頭賣藝時，意外發現露禪是個練武奇才，便收下孤兒露禪作為弟子。 後死於清兵偷襲的夜裡。 |
| 馮德倫 | 阿 難  | 天理教主左右手。 露禪稱之為「難哥」。後死於清兵偷襲的夜裡。                                                            |
| 梁小龍 | 董 爺  | 天理教軍大夫。 提醒露禪若為保命，必去學習能改變體內經絡的「陳家拳」。中了清兵亂箭而死。                                |

陳家溝
| 演員       | 角色   | 備註 |
| Angelababy | 陳玉娘 | 陳長興之女，武藝高強，亦為陳家溝藥舖掌櫃。方子敬未婚妻。 對於子敬強勢的作法十分不滿，也趁此機會看清子敬的為人及這段感情。 在與露禪奇襲特洛伊後，產生革命情感。 片尾以入贅方式，使露禪逃過一死。 |
| 梁家輝     | 陳長興 | 隱身河邊橋洞的老長工，其真實身分為陳家拳掌門。 見露禪為百年的練武奇才，始終暗地裡幫著他。 |
| 馮紹峰     | 陳栽秧 | 陳長興長子，愛好发明。 片尾以刺客之姿回到陳家溝。 |
| 陳思成     | 陳耕耘 | 陳長興次子。 |
| 熊乃瑾     | 二 嫂  | 陳長興次子之妻。 |
| 吳 迪      | 陳有直 | 陳長興三子，在設備房裡把發電機踩壞了。 |
| 馮淬帆     | 三叔祖 | 陳家的老主人之一，陳長興的叔父。 謹守祖訓，難以變通。 |
| 熊欣欣     | 勤 伯  | 露禪闖入村裡的第一關 - 村口。 露禪首次嘗試闖入村內，但卻遭勤伯三連擊KO。 片尾時，坐在陳家溝村口當婚禮的守衛。                                                                                   |
| 魏愛軒     | 招 弟  | 露禪闖入村裡的第二關 - 集市。 武藝超齡的小妹，讓露禪陷入苦戰，最後仍然慘敗。 |
| 徐惠惠     | 麻將姐 | 曾警告露禪陳家拳不外傳 露禪闖入村裡的第三關 - 牌樓。 擅用麻將的女子，絕大多數人闖不過這關。 |
| 申思       | 豆腐陳 | 露禪闖入村裡的第四關 - 村中心。 露禪在搶豆腐的對決中，受了陳長興暗中幫忙，而技巧性地贏了豆腐陳。 演員申思亦為陳家拳第十二代傳人。                                                               |
| 謝欣穎     | 金允兒 | 片尾兩大刺客之一，陳栽秧之妻。 |

道台府‧東印度公司
| 演員   | 角色   | 備註 |
| 彭于晏 | 方子敬 | 出身陳家溝，因他為表親，為外姓，並不授予陳家拳，從小飽受欺侮。 到了大不列顛留學，回國成了直隸鐵道監造總工程師。 欲在故鄉陳家溝建造現代化的鐵路，但其過程不甚順利，種種壓力之下，激得他採取最強硬的方式。 他也背叛玉娘對他的感情，選擇了克萊兒。 後因露禪和玉娘的奇襲，炸掉了鐵怪物「特洛伊」，任務失敗使得他的官途一落千丈，落魄不堪。 |
| 英 達  | 江嚴皓 | 道台大人。 方子敬的直屬上級。 |
| 劉碧麗 | 克萊兒 | 東印度公司駐天津的英國女顧問，深愛著方子敬。 特洛伊爆炸後，負傷而死。 |

## 主題曲
| 地区 | 歌名     | 演唱者     |
| ---- | -------- | ---------- |
| 台灣 | 太極不急 | Lollipop F |

## 评价
影片在威尼斯首映后，被评价为荧幕风格很漫画，融合蒸氣龐克等元素，剧情疯狂而有趣，叙事结构生动，充满娱乐感。

## 票房
影片在中国大陆上映后，首周四天票房为3305万元，为该周票房冠军。次周累计至1.17亿元，在蝉联周冠军的同时成为国庆档首部票房过亿电影。本片最终票房为1.5亿元人民币。
| 上一届： 《白鹿原》            | 2012年中国内地一周票房冠军 第39周（9月24日—9月30日） 第40週（10月1日—10月7日） | 下一届： 《飓风营救2》  |
| 上一届： 《惡靈古堡5：天譴日》 | 2012年台北週末票房冠軍 第40週（9月28日—9月30日）                               | 下一届： 《即刻救援２》 |

## 奖项
| 頒獎典禮             | 獎項             | 得獎者                      | 結果 |
| -------------------- | ---------------- | --------------------------- | ---- |
| 第49屆金馬獎         | 最佳造型設計     | 叶锦添                      | 提名 |
| 第49屆金馬獎         | 最佳動作設計     | 洪金宝                      | 提名 |
| 第32屆香港電影金像獎 | 最佳新演員       | 袁曉超                      | 提名 |
| 第32屆香港電影金像獎 | 最佳美術指導     | 葉錦添                      | 提名 |
| 第32屆香港電影金像獎 | 最佳服裝造型設計 | 葉錦添                      | 提名 |
| 第32屆香港電影金像獎 | 最佳動作設計     | 洪金寶                      | 提名 |
| 第32屆香港電影金像獎 | 最佳視覺效果     | 鄒志盛、何培堅、吳炫輝、老A | 提名 |